# 许仲琳
许仲琳（約1567年？—約1620年？），亦作陈仲琳，号钟山逸叟，应天府（在今江苏省南京市、镇江市、常州市境）人，明朝小说家。
生平事迹不详。據說著有知名神魔小說《封神演义》，约成于隆庆、万历年间。目前已知最早的《封神演义》版本是万历年间金阊舒载阳刊本，藏于日本内阁文库。书中卷二题作“钟山逸叟许仲琳编辑”，有学者认为《封神演义》的作者即为许仲琳。
近來學者多認為《封神演义》為道士陸西星所著，许仲琳（陈仲琳）可能是一位编辑，重編目次，修飾情節再度刊刻。